# Pabellón de España (Bruselas)

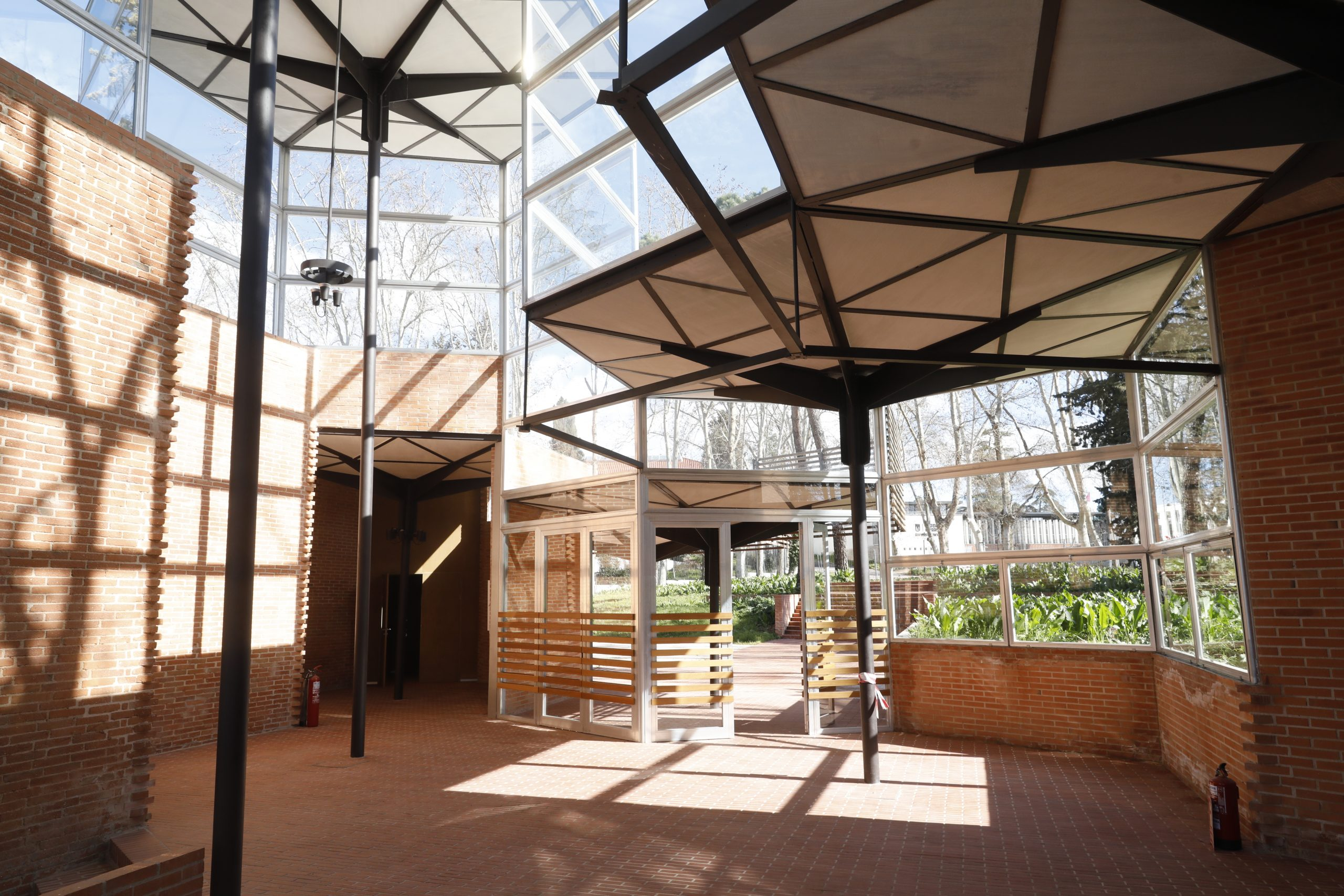
Aspecto interior en la Casa de Campo de Madrid, 2024, después de ser restaurado, tras años de abandono

El Pabellón de España, conocido popularmente como Pabellón de los Hexágonos, fue la obra que representó a España en la Exposición General de primera categoría de Bruselas (1958), realizado por los arquitectos José Antonio Corrales y Ramón Vázquez Molezún, y que ganó el primer premio de Arquitectura en dicha exhibición, por delante del icónico Atomium, de Bruselas.
En 1959, un año después de la exposición, se trasladó a la Casa de Campo de Madrid, donde albergó varias ferias hasta quedar en estado de abadono en los años 1970. Ya en la segunda década del siglo XXI, el Ayuntamiento de Madrid lo restauró para albergar distintas iniciativas.

## Historia
José Antonio Corrales y Ramón Vázquez Molezún ganaron el concurso de la construcción del Pabellón de España. Un edificio que debía ser desmontable, respetar el arbolado existente y salvar una colina central de unos 6 metros, en una parcela residual, alargada y con borde curvo. El jurado de la Comisión Interministerial estaba formado por Sánchez Mazas, Camón Aznar y Miguel Fisac este último, en su informe premió «La extraordinaria calidad del proyecto, que con total originalidad, tenía una espacialidad, un tratamiento de iluminación, y una organización estructural y constructiva rigurosamente moderna enraizada, a la vez, en la mejor tradición española».

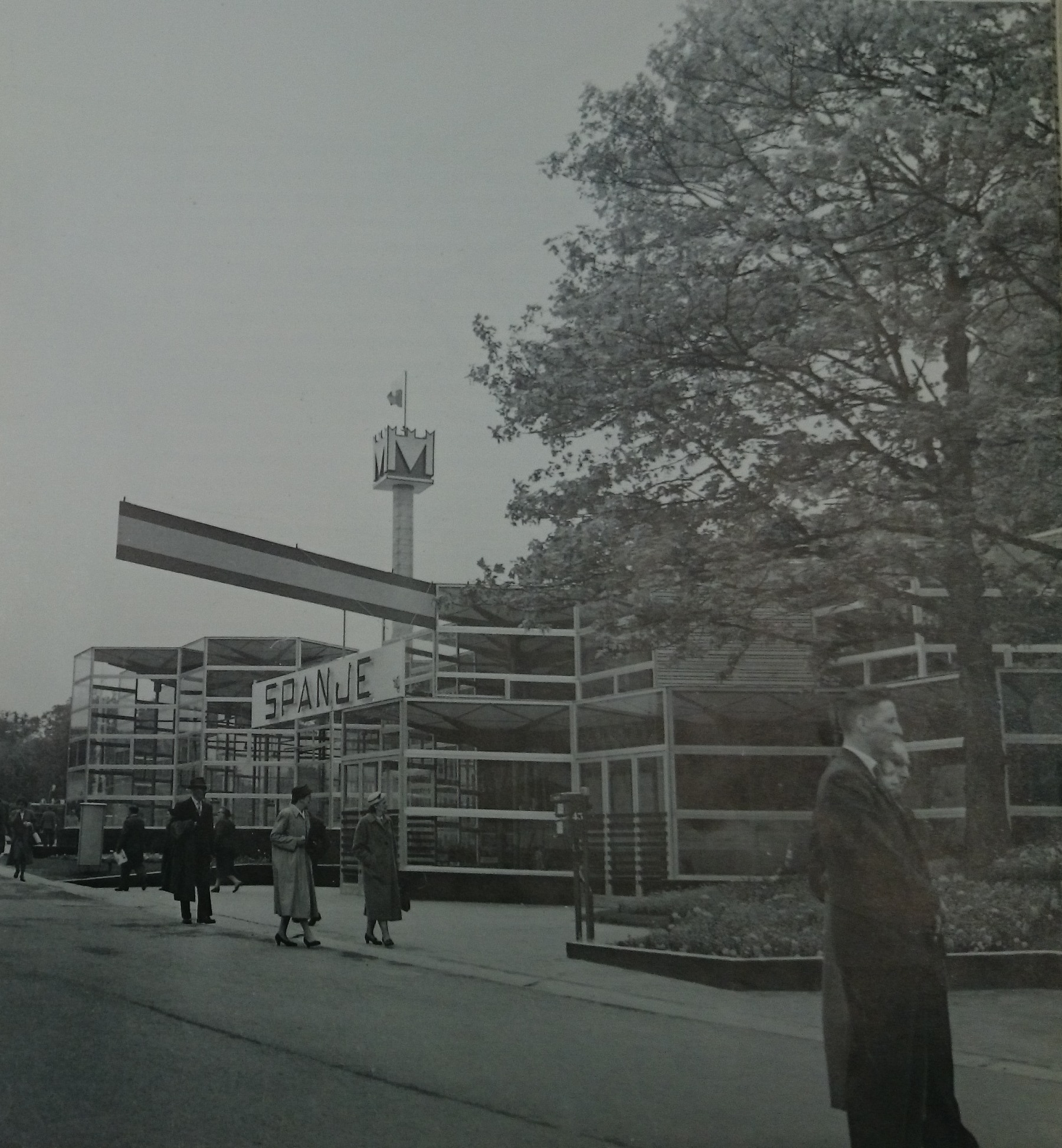
Exterior del pabellón, 1958

La solución al problema de los árboles viene dada de la abstracción del problema que generan los mismos, todo el terreno se cultivó con árboles, generando así que la arquitectura se diluyera en el bosque. Este terreno, con el objetivo de remover lo mínimo las tierras, se banquea según las curvas del nivel, dándose a este banqueo una forma hexagonal. Todo esto se consigue muy bien debido a que el conjunto de hexágonos que forman el Pabellón, se adaptan al contorno irregular del propio terreno y su unión no deja espacios libres. Un edificio que puede crecer fácilmente gracias a la repetición, la geometría y un gran uso de las matemáticas. Los propios arquitectos manifestaron que la solución «sería encontrar un elemento de cubierta prefabricado, ligero y que por repetición nos diera la planta».
El plano del Pabellón de España es un esquema en V que abraza la colina, en el ala horizontal se sitúa el salón de actos y el otro desciende generando tres terrazas destinadas al uso expositivo. En el centro, y como nexo de unión a estas partes, se sitúa el restaurante. La una única entrada en el estrechamiento central que formaba la unión de las dos alas con seis sombrillas hexagonales.

## Proyecto definitivo
El 21 de junio de 1956 Corrales y Molezún viajaron a Bruselas por primera vez para entregar el proyecto definitivo cuatro meses más tarde. Este proyecto tenía como elemento más destacado las famosas sombrillas hexagonales, unas 130 en total de 2,95 metros de largo y altura variable entre 3,5 metros y 9 metros, de los cuales 12 no tienen soporte. Estas sombrillas hexagonales también desaguaban el agua que pudiese acumularse por su eje.
En este proyecto también se contemplaba bajo los palcos, el escenario y el restaurante la existencia de camerinos, almacenes, aseos, cocinas y dependencias de servicio. Todo el cerramiento era un biombo irregular, transparente u opaco según el punto de vista con bastidores de aluminio, que sujetan la cristalería exterior, sobre una fina base de ladrillo. Este diseño fomenta que frente a la marcada horizontalidad exterior, el interior contraste con mucha más fuerza debido al eje vertical que suponen los pies de las sombrillas hexagonales.

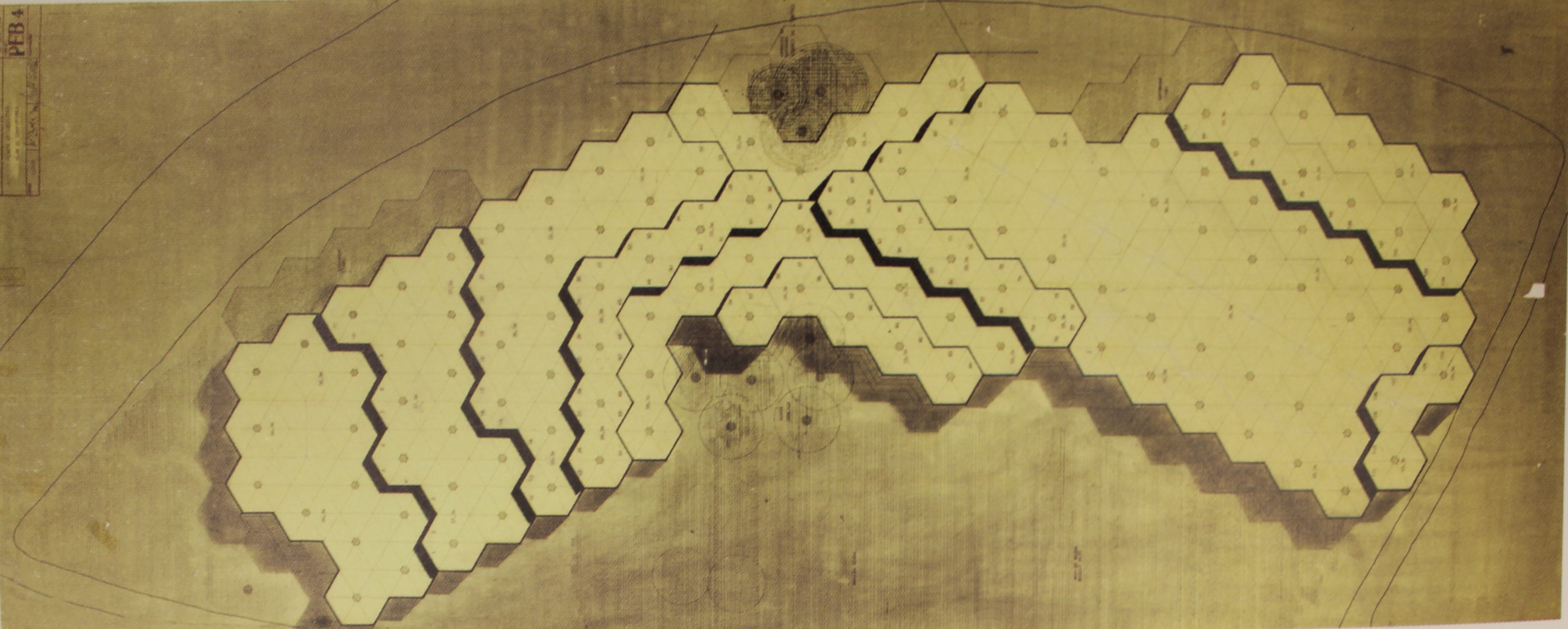
Plano de cubiertas

En el proyecto definitivo existieron una serie de variaciones debido a una serie de cuestiones. La primera variación vino como consecuencia de la situación exacta del terreno arbolado. El Pabellón debía contraerse en la zona central, puesto que era el punto de pendiente más acusado del terreno. En esa zona se planteó la entrada única.
Se proyectó una nueva elaboración del elemento hexagonal, que se compuso finalmente por un tubo de acero de 133 mm de diámetro, 12 mm de espesor, con una plancha triangular unida con ménsulas. Constaba también de una pieza intermedia integrada por otro tubo que penetra en el interior del anterior, con seis ménsulas voladas que se introducen por las aperturas del tubo soporte. Una serie de tímpanos trapezoidales constituidos por nervadura de perfiles normales T y angulares de seis centímetros, soldados generando unos triángulos que se juntan a la pieza intermedia uniéndose a las ménsulas de la misma. Finalmente, en estas sombrillas se instaló fieltro asfáltico con láminas de aluminio para impermeabilizarlas. El problema de la fijación de estos hexágonos se solucionó con un sistema de reglaje que permitía regular nivelar la altura.
Encima de la trama hexagonal, se estudió colocar una iluminación indirecta formada por tréboles de tubos fluorescentes con el fin de iluminar toda la techumbre. De igual manera, se proyectó la instalación de un sistema de calefacción por aire caliente, cuyas bocas de salida desembocaron en los desmontes del terreno. En el interior del edificio, se planificó un tipo de escalera prefabricada en hierro y madera. Para el suelo se eligió un tipo de pavimento vidriado violeta oscuro en losas cerámicas triangulares de 0,50 metros x 0,50 metros, adaptándose perfectamente al elemento hexagonal.
Debajo de esta planta, proyectó la realización de una planta de semisótanos en la que se sitúan los aseos públicos y de personal, así como camerinos y almacenes de materia, con rampa de acceso

## Construcción

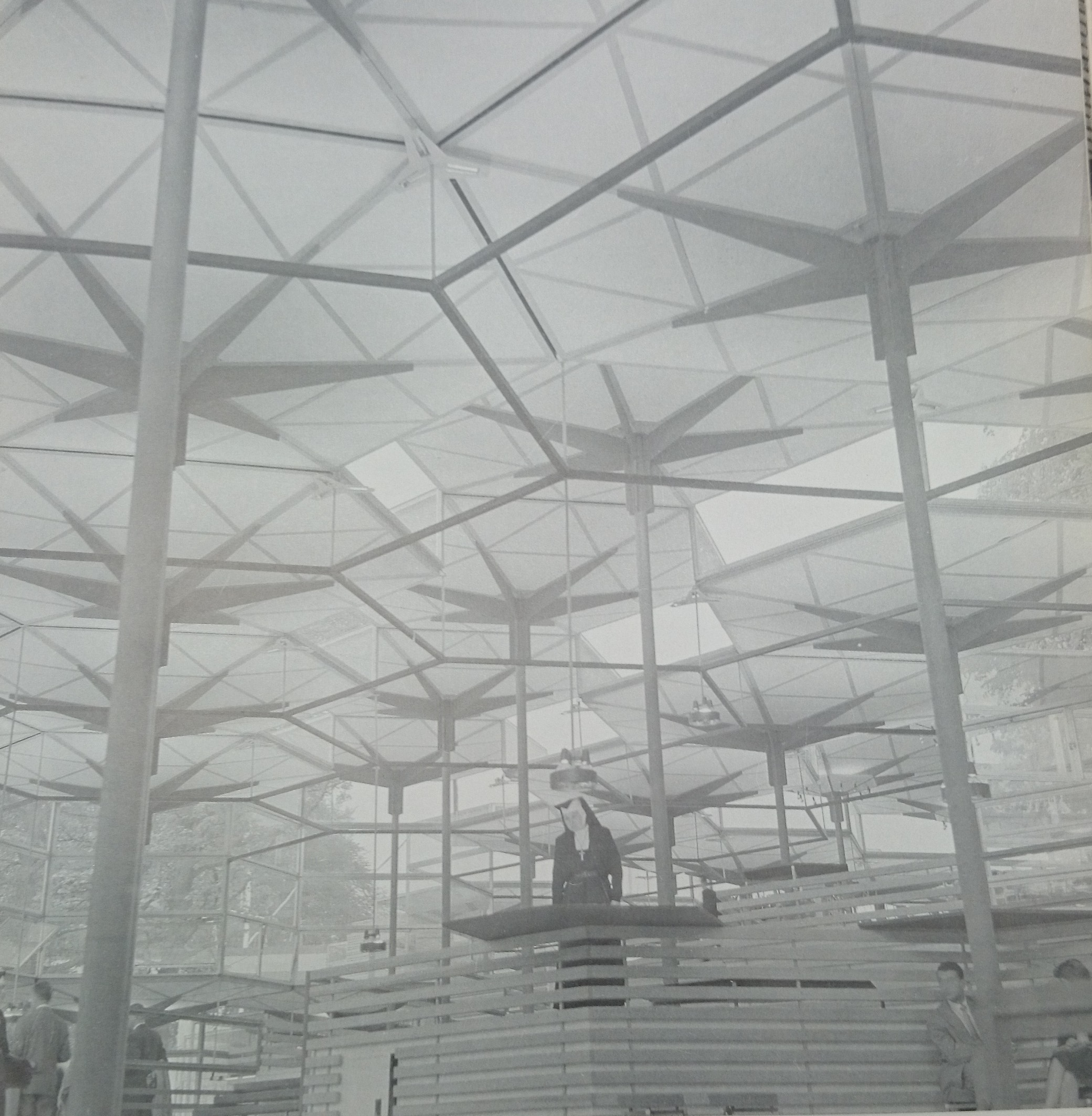
Interior del pabellón

Para la construcción del Pabellón de España, se convocó un concurso entre varias constructoras de Bélgica. Este concurso lo ganó la constructora E. Latoir, que realizó la edificación con un presupuesto de 20 860 000 francos belgas. Las obras se empezaron en los primeros meses del año 1957. Durante la ejecución, se realizaron algunos cambios, como la modificación de los tréboles fluorescentes por una red continua horizontal suspendida a 80 cm del techo.
Ese mismo año se realizó otro concurso, pero esta vez para la instalación del interior del Pabellón. Este concurso lo ganaron los arquitectos: Carvajal, Corrales, Romany, Sáenz de Oíza, de la Sota y Molezún; los pintores: Basterrechea, de Labra, Pascual de Lara, Molezún y Vaquero Turcios; y los escultores: Chillida, Gabino y Oteiza. El director de cine fue Berlanga, el catedrático de estética Valverde, y del montaje metálico se ocupó Huarte y Cía.
Este grupo ganador, redactó un esquema temático que dividía al Pabellón de dos zonas: «España en sí misma y Proyección de España en el mundo». Este tema fue aceptado por los arquitectos, ya que respondía correctamente a los dos motivos de la Exposición. En noviembre de 1957 se presentó el estudio final del interior, empezando a trabajar en la instalación del interior tres meses antes de la inauguración.

## Traslado a Madrid y actualidad

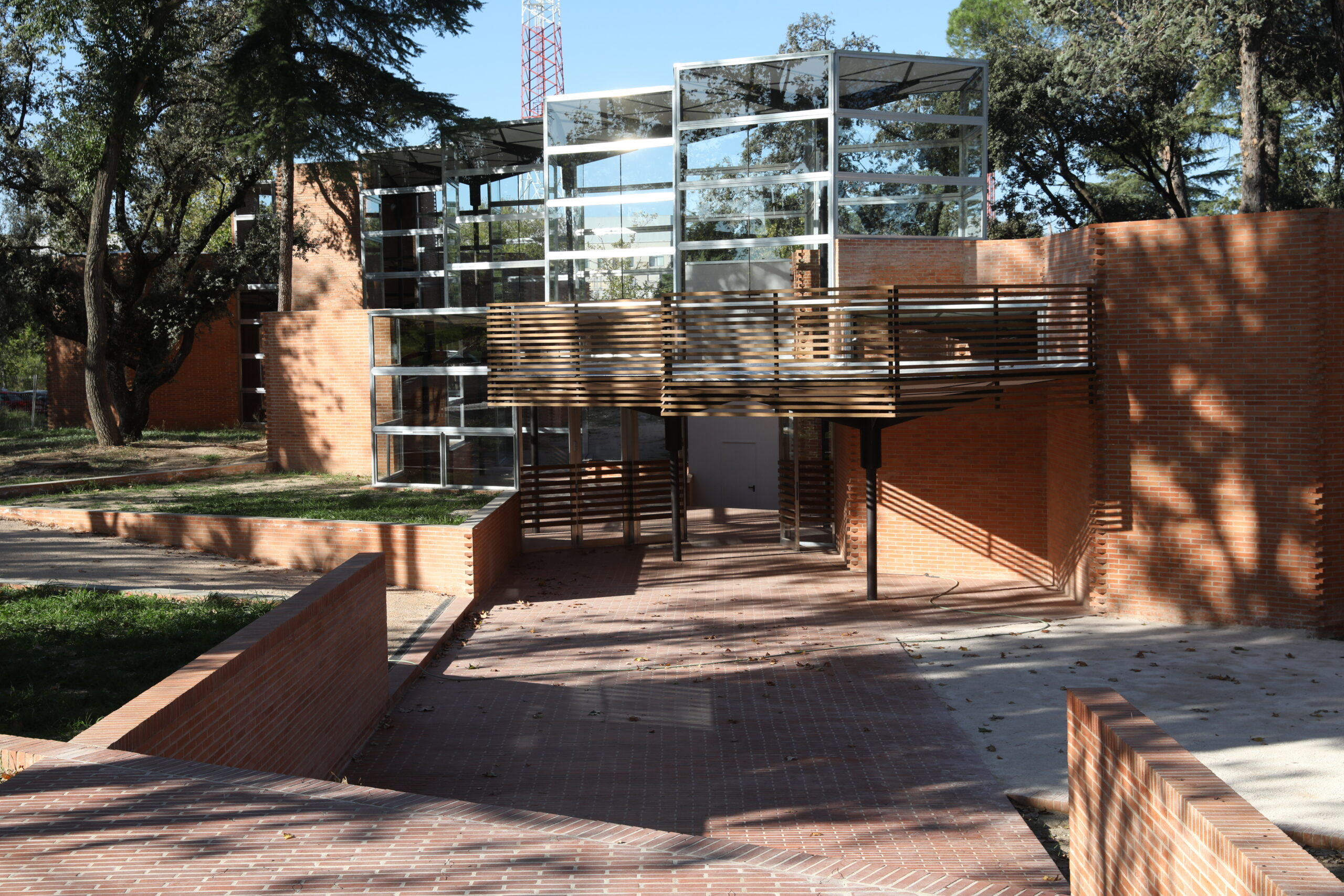
Aspecto exterior en la Casa de Campo de Madrid, 2024, después de las obras de restauración

En 1959, un año después de la Exposición, se trasladó al recinto ferial de la Casa de Campo, en Madrid, donde albergó diversas ferias del campo, hasta que a mediados de los años 70 cayó en desuso y completo abandono.
Desde 2019 se encuentra en fase de restauración por parte del Área de Cultura, Turismo y Deporte del Ayuntamiento de Madrid y se prevé que albergará una exposición permanente sobre su historia.
En marzo de 2025 albergó una exposición del artista Pol Taburet titulada Oh, si os pudiera escuchar.